# Furacão Lane (2018)
O furacão Lane foi um poderoso ciclone tropical que afetou o Arquipélago do Havaí, como o furacão mais forte do Pacífico Central desde o Furacão Ioke em 2006 e o primeiro furacão de Categoria 5 do Pacífico desde o Furacão Patricia em 2015. A décima segunda tempestade nomeada, o sexto furacão e o quarto maior furacão da Temporada de furacões no Pacífico de 2018, o Furacão Lane originou-se de uma onda tropical que começou a produzir a atividade de tempestade desorganizada a centenas de milhas da costa sul do México em 11 de agosto. Nos quatro dias seguintes, a perturbação gradualmente fortaleceu-se em meio a condições climáticas favoráveis e tornou-se uma depressão tropical no início de 15 de agosto. Doze horas depois, a depressão intensificou-se na Tempestade Tropical Lane. O fortalecimento gradual ocorreu no dia seguinte e meio, o que acabou resultando foi que a tempestade atingiu o status de furacão em 17 de agosto. O Furacão Lane, em seguida, iniciou um período de rápida intensificação, tornando-se um furacão de Categoria 2 de alta intensidade no mesmo dia. O Furacão Lane continuou a intensificar-se rapidamente, alcançando o status de Categoria 4 doze horas depois. O Furacão Lane alcançou seu pico inicial com ventos de 140 mph (220 km/h) e pressão de 948 mbar (27.99 inHg) em 18 de agosto. Em 19 de agosto, o Furacão Lane cruzou a Bacia do Pacífico Central, onde encontrou um aumento do cisalhamento do vento, consequentemente enfraquecendo a tempestade. No entanto, em 20 de agosto, o Furacão Lane intensificou-se novamente em um furacão de Categoria 4, antes de atingir a Categoria 5 no início de 22 de agosto. Quando o Furacão Lane aproximou-se do Arquipélago do Havaí, começou a enfraquecer.
Em 23 de agosto, o Furacão Lane trouxe fortes chuvas ao Condado de Hawaii, que causaram inundações e deslizamentos de terra.

## História meteorológica

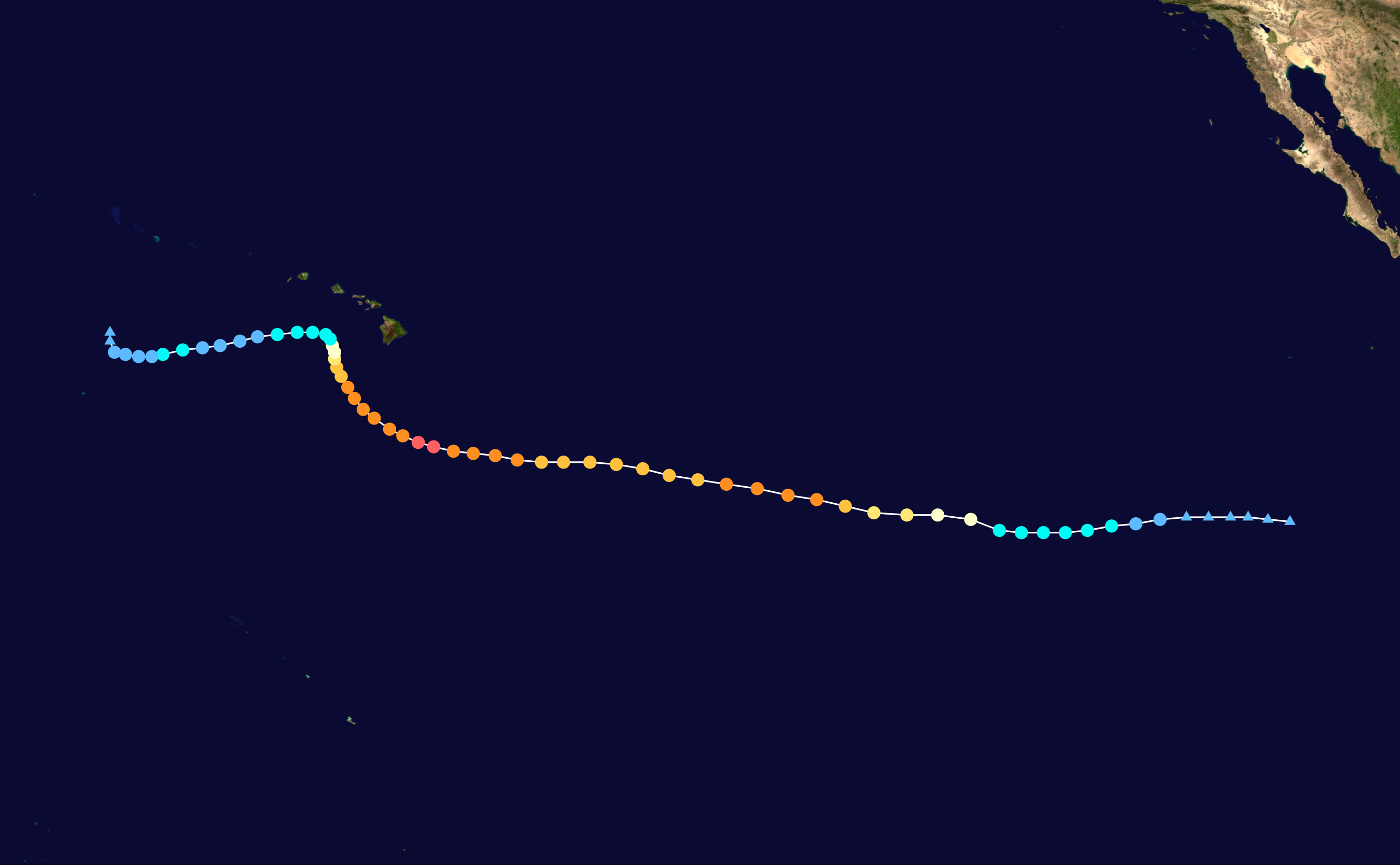
Mapa demarcando o percurso e intensidade da tempestade, de acordo com a escala de furacões de Saffir-Simpson

No dia 18 de Agosto, o Centro Nacional de Furacões (NHC), nos Estados Unidos, começou a monitorar uma tempestade tropical sobre a costa da américa central. No final do dia 19 de Agosto, a tempestade tropical se afastou da costa e partiu em direção ao interior do oceano pacífico. Ao longo dos dois dias seguintes, aguaceiros e trovoadas associados a essa onda foram se tornando cada vez mais organizados, unindo-se gradualmente numa zona de baixa pressão, tendo o NHC afirmado que qualquer organização significativa do fenômeno resultaria na classificação de uma depressão tropical.

A partir do dia 21 de Agosto, o NHC começou a emitir alertas de furacão para as ilhas do Havaí, tendo os alertas sido enviados com frequência maior a partir do dia seguinte. O furacão atingiu a categoria 5 na escala de Saffir-Simpson no dia 21 de agosto, atingindo a velocidade máxima de 259 km/h (161 mph) no dia 22 de agosto.